# Kanton Ostbevern
Der Kanton Ostbevern war ein Kanton im Arrondissement Osnabrück, welches ein Teil des Département de l’Ems-Supérieur war und von 1811 bis 1813 unter dem Maire Friedrich Clemens von Elverfeldt genannt Beverförde zu Werries bestand.

## Geschichte
In der Franzosenzeit wurde der Ort Ostbevern von 1806 bis 1811 dem Arrondissement Münster im Département Ems im Großherzogtum Berg zugeschlagen. Durch die 1811 von Napoleon erzwungene Abtretung aller Gebiete des Großherzogtums Berg nördlich einer Linie von Haltern nach Sassenberg wurde das Ems-Departement neu strukturiert. Die dem Großherzogtum Berg verbleibenden Teile des Departements wurden zum 1. Januar 1812 dem Département Ruhr angegliedert, der nördliche Teil kam zum Kaiserreich Frankreich als Département de l’Ems-Supérieur. Ihm gehörte der Kanton im Distrikt Osnabrück von 1811 bis 1813 an. Der Friedensrichter (Juge de Paix) und Maire des Kantons Ostbevern war der frankophile Friedrich Clemens von Elverfeldt genannt Beverförde zu Werries; Sitz des Friedensgerichts war Ostbevern. Dabei kam es zur Aufhebung und der Verteilung der Güter der Klöster Rengering und Vinnenberg.

„Die Franzosen setzten auf den Freiherrn von Beverförde-Werries, der erst kürzlich das bankrotte Besitztum Loburg gekauft hatte. Als Maire oder Bürgermeister von Frankreichs Gnaden führte der junge Baron die Anordnungen der französischen Regierung aus.“

Als der Bau des Teilabschnittes der N3, die 1811 durch Napoleon als „route impériale“ oder „Napoleonchaussee“ (Paris–Lüttich–Wesel–Hamburg, heute ein Teil der Bundesstraße 51 und der Hauptstraße Ostbeverns) angeordnet wurde, wurden in Ostbevern und Umgebung bis zu 300 Arbeiter für den Straßenbau zwangsrekrutiert. Dabei wurde die Postroute von Münster nach Osnabrück, die seit 1688 über Ladbergen und Lengerich verlief, aus militärischen Gründen über Telgte, Ostbevern, Glandorf und Iburg geführt. In Ostbevern wurde eine Relaisstation, die Sachsenrast, gebaut.
Die Ortschaften im Kanton waren:
- Ostbevern, Kantonshauptort
- Westbevern
- Telgte (Telgte rechts der Ems und Vechtrup)
- Einen
- Milte (inkl. den nördlich der Hessel gelegenen Teilen von Gröblingen)
- Glandorf
- Greven

Sitz des Friedensgerichts war Ostbevern.